# Marinussaurus curupira
Marinussaurus curupira – gatunek jaszczurki z rodziny okularkowatych (Gymnophthalmidae); jedyny przedstawiciel rodzaju Marinussaurus. Żyje na terenie północnej Brazylii.
M. curupira ma wydłużone ciało i osiąga średnie rozmiary jak na przedstawiciela Gymnophthalmidae – większy z dwóch znanych osobników (paratyp INPA 19856) mierzy od czubka pyska do kloaki 56,2 mm (ogon 60 mm), podczas gdy mniejszy (holotyp INPA 19855) – 52,1 mm. Głowa masywna, mierzy około 9–10 mm długości. W czaszce znajduje się jedna kość czołowo-nosowa, dwie przedczołowe, brak w niej kości czołowo-ciemieniowych. Kończyny są stosunkowo krótkie i krępe, pięciopalczaste. Wszystkie palce zakończone pazurami. Grzbietowa strona tułowia zabarwiona ciemnobrązowo, niekiedy z jaśniejszymi plamkami lub pasami, boki ciała żółtobrązowe, a kończyny ciemnobrązowe. Ogon ubarwiony podobnie jak tułów.
Marinussaurus curupira został opisany w 2011 roku przez Pedra Peloso i współpracowników. Jedyne znane stanowisko tego gatunku znajduje się kilka kilometrów na zachód od ujścia Rio Negro do Amazonki. Nazwa rodzajowa honoruje Marinusa S. Hoogmoeda, który badał amazońską faunę. Epitet gatunkowy odnosi się do Curupiry, mitycznego południowoamerykańskiego stworzenia chroniącego lasy i ich mieszkańców, przedstawianego jako niska, podobna do człowieka istota o ciemnej skórze i skierowanych ku tyłowi stopach.
Ogólną budową Marinussaurus przypomina jaszczurki z rodzaju Anotosaura, Dryadosaura nordestina i w mniejszym stopniu Colobosauroides. Analiza filogenetyczna przeprowadzona przez autorów sugeruje przynależność Marinussaurus do grup Cercosaurinae i Ecpleopodini wewnątrz okularkowatych. Według nich najbliższym krewnym M. curupira jest rodzaj Arthrosaura – hipotezę o takim pokrewieństwie wspierają analizy łączące cechy morfologiczne i molekularne, choć nie te, w których użyto wyłącznie cech morfologicznych.